# Filtro sinc

La funzione sinc normalizzata, la risposta impulsiva del filtro sinc.

La funzione rettangolo, la risposta in frequenza del filtro sinc.

Nell'eleborazione dei segnali digitali, il filtro sinc è un filtro ideale che elimina tutte le frequenze al di sopra di una data frequenza di taglio senza influire sulle frequenze più basse ed ha una risposta di fase lineare.
Si tratta di un filtro passa basso ideale nel senso della frequenza, che lascia passare perfettamente le frequenze basse, mentre taglia perfettamente le alte frequenze.
I filtri in tempo reale possono solo approssimare questo comportamento ideale, poiché un filtro sinc ideale (noto anche come filtro rettangolare) non è causale e ha un ritardo infinito, ma si trova comunemente in dimostrazioni concettuali, come il teorema di campionamento e la formula di interpolazione di Whittaker-Shannon.
Nel dominio delle frequenze il suo comportamento corrisponde a una funzione rettangolo, mentre nel dominio del tempo a una funzione sinc.
Infatti, in termini matematici, la risposta in frequenza è descritta dalla funzione rettangolo:
{\displaystyle H(f)=\mathrm {rect} \left({\frac {f}{2B}}\right)=\left\{{\begin{array}{rl}0,&{\text{se }}|f|>B,\\{\frac {1}{2}},&{\text{se }}|f|=B,\\1,&{\text{se }}|f|<B,\end{array}}\right.}
dove {\displaystyle B\,} è una frequenza di taglio arbitraria. La risposta all'impulso di un tale filtro è data dall'inversa della trasformata di Fourier della risposta in frequenza {\displaystyle H(\omega )}:
{\displaystyle {\begin{aligned}h(t)={\mathcal {F}}^{-1}\{H(f)\}&=\int _{-B}^{B}\exp(2\pi ift)\,df\\&=2B\,\mathrm {sinc} (2Bt)\end{aligned}}}
dove sinc è la funzione sinc normalizzata.